# Affaire Cottrez
L’affaire Cottrez concerne Dominique Cottrez, après la découverte de néonaticides le 24 juillet 2010 à Villers-au-Tertre (Nord).
L'affaire judiciaire oppose plusieurs décisions de justice contradictoires sur le fait générateur de la prescription en droit français en matière d'action publique. Au terme du procès, le 2 juillet 2015, l'accusée est condamnée à une peine de neuf ans d'emprisonnement.

## Origines

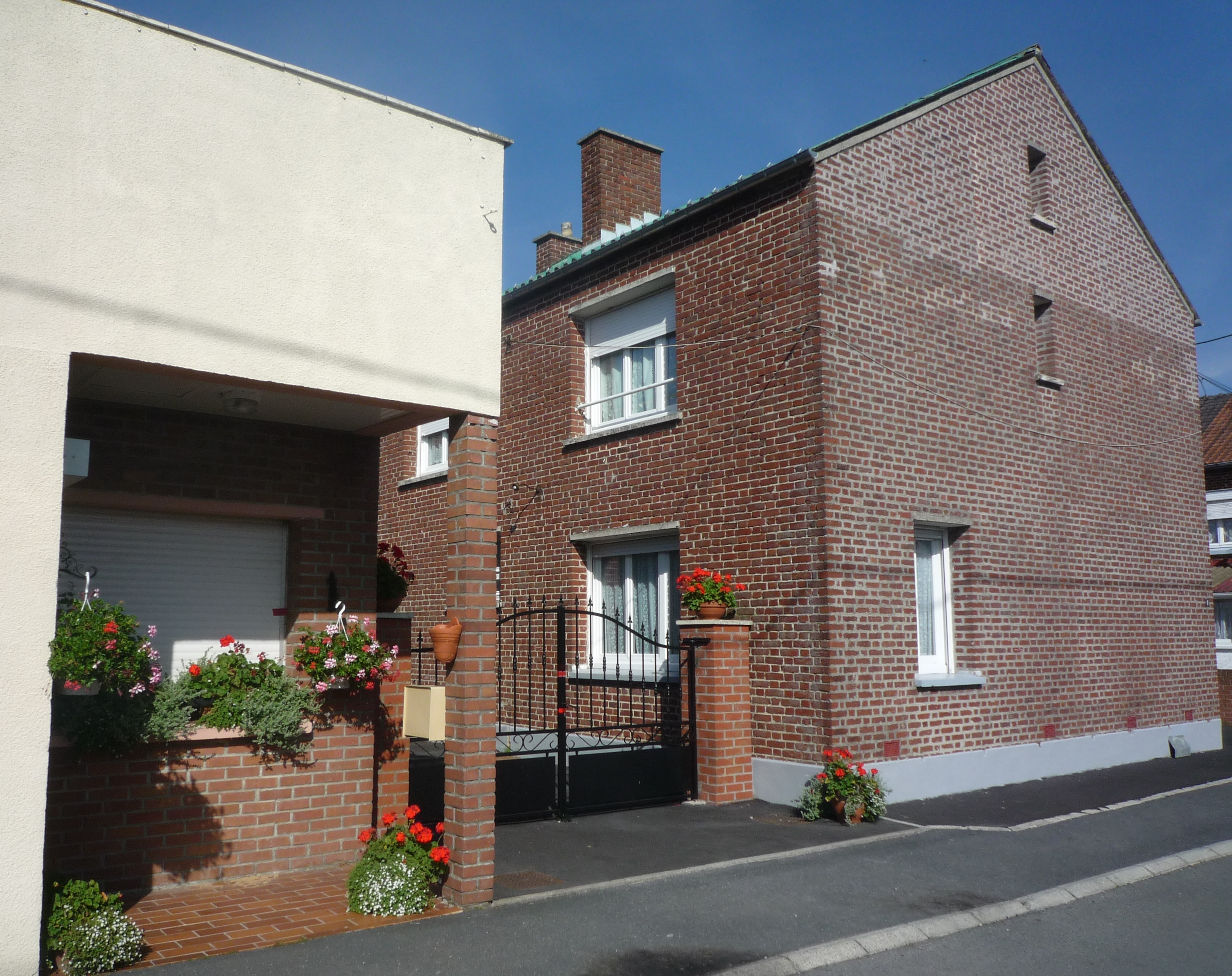
Le domicile de Mme Cottrez.

Les acquéreurs d'une maison découvrent, en réalisant un bassin dans le jardin, deux sacs plastiques. La gendarmerie d'Arleux y trouvera les cadavres de deux nouveau-nés.
Cette maison appartenait au père de Mme Cottrez, elle reconnaît le 27 juillet être la mère des deux enfants. Mme Cottrez signale la présence de six autres corps dans le garage de son domicile, à un kilomètre de là.
Les dates précises des décès ne sont pas connues en l'état des expertises de 2009. Aucun des corps ne porte de traces de violences.
Devant la juge d'instruction, Mme Cottrez avait expliqué avoir été victime d'inceste et avoir agi par crainte que les enfants ne soient de son propre père, mort en 2007,. Son avocat maître Frank Berton indique également que Mme Cottrez aurait subi une humiliation due à son obésité infligée par une sage-femme lors de la naissance de sa première fille, Émeline, en 1987, et qu'elle aurait depuis développé une peur et une haine du milieu médical, refusant de se rendre à l'hôpital ou chez un médecin.
Après deux années en détention provisoire, Mme Cottrez a été remise en liberté en août 2012 et placée sous contrôle judiciaire.
Le 25 juin 2015, le procès en cour d'assises débute à Douai sous la présidence de la juge Anne Segond.

## L'affaire judiciaire
Le débat judiciaire porte sur le fait générateur de la prescription : doit-on considérer le jour de l'infraction commise ou bien le jour de sa découverte pour commencer à faire s'écouler le délai ?
Ainsi après plusieurs décisions de justice contradictoires, Mme Cottrez n'est pas jugée pour un principe de droit que l'Assemblée plénière de la Cour de cassation française va devoir figer.
En octobre 2011, puis en janvier et juin 2013 la cour d'appel de Douai avait renvoyé Dominique Cottrez devant la cour d'assises en reportant le point de départ du délai de prescription au jour de la découverte des faits, car « le secret entourant les naissances et les décès concomitants, secret qui a subsisté jusqu'à la découverte des corps des victimes, a constitué un obstacle insurmontable à l'exercice de l'action publique ».
En effet, en octobre 2013, la Cour de cassation avait annulé le renvoi devant la cour d'assises de Dominique Cottrez. Mais en mai 2014, la cour d'appel de Paris avait estimé que Mme Cottrez devait être jugée pour les huit meurtres.

### La prescription
Les crimes (c'est-à-dire les infractions les plus graves, punissables d'au moins 10 ans de réclusion ou de détention criminelles) se prescrivaient au moment de l’affaire par 10 ans à compter du jour où ils ont été commis, contre 20 ans actuellement (article 7 du Code de procédure pénale).
Les avocats de Dominique Cottrez, Marie-Hélène Carlier et Frank Berton, s'appuient sur les rapports d'expertise précisant les années de naissance. Seul le dernier né — probablement en 2000 pour une découverte des faits en juillet 2010 — ne serait pas couvert par la prescription.
Pour l'accusation, en octobre 2011, puis en janvier et juin 2013 la cour d'appel de Douai avait renvoyé Dominique Cottrez devant la cour d'assises en reportant le point de départ du délai de prescription au jour de la découverte des faits, car « le secret entourant les naissances et les décès concomitants, secret qui a subsisté jusqu'à la découverte des corps des victimes, a constitué un obstacle insurmontable à l'exercice de l'action publique ».

### Cassation en assemblée plénière
Le 24 octobre 2014 l'Assemblée plénière de la Cour de cassation française s'est réunie pour traiter du principe de la prescription.
Me Claire Waquet, avocat de Mme Cottrez, appuyée de Frank Berton et Me Carlier annonce une bataille rude.
« La bataille s’annonce rude, mais il ne faut pas oublier que la loi est l’expression de la volonté générale, pas l’opinion publique qui réclame une lecture morale de l’affaire. Notre époque est moins favorable à l’apaisement social qu’à la judiciarisation des débats. J’ai déjà plaidé devant la chambre criminelle de la Cour de cassation, qui m’a donné raison en annulant le renvoi de Mme Cottrez devant les assises (octobre 2013) – avant que la cour d’appel de Paris ne résiste et qu’on ne forme un nouveau pourvoi. L’histoire de Mme Cottrez est complexe. Que personne n’ait rien vu est pour moi une fable. Ça me choque qu’on dise qu’elle dissimulait ses grossesses avec sa forte corpulence, comme si c’était un stratagème qui lui vaudrait un régime plus sévère que pour les autres mères infanticides. »
La partie civile est Innocence en danger, association luttant contre la maltraitance des enfants, représentée par Me Marie Grimaud qui demande le jugement de Mme Cottrez.
« La défense tente de soustraire Mme Cottrez à un procès d’assises, au jugement du peuple français. En France, jusqu’à maintenant, c’est pour des abus de biens sociaux qu’on fait commencer la prescription au moment où on découvre les faits, et non quand on commet l’infraction comme en matière criminelle : ça veut dire qu’on protège davantage les biens que les personnes, y compris les plus vulnérables que sont les mineurs et les nouveau-nés ! C’est d’autant plus hypocrite qu’on sait bien que c’est l’essence du criminel de dissimuler ses crimes. Nous espérons que cette affaire pourra faire jurisprudence et avoir des effets sur d’autres dossiers. Et qu’ensuite le législateur entérinera le principe qu’il n’y a pas de droit à l’oubli pour les crimes commis sur les enfants. »
Le 7 novembre 2014, l'Assemblée plénière de la Cour de cassation française rend sa décision en suspendant le délai de prescription jusqu'à la découverte des faits en retenant la notion « d'infraction dissimulée ». La cour adapte pour la première fois le principe des infractions occultes pour un homicide volontaire. Pour Frank Berton, « Le code de procédure pénale a été piétiné au nom de la morale, la politique, la religion, le populisme ambiant. La justice sera dorénavant rendue dans la rue et non plus dans l'enceinte judiciaire ». Pour le procureur de Douai, « Quand on tue huit bébés, on doit répondre de ses actes. Le contraire aurait été incompréhensible pour les Français »,,,.

## Deuxième procès aux assises du Nord
À partir du 25 juin 2015 se déroule le deuxième procès aux assises du nord à Douai sous la présidence de la juge d'assises Anne Segond. Mme Cottrez est défendue par Frank Berton et Marie-Hélène Carlier. Elle comparait pour le chef d'assassinat de huit mineurs de moins de 15 ans et encourt la perpétuité. Le 29 juin 2015, Mme Dominique Cottrez avoue ne pas avoir été violée par son père. Le 1er juillet 2015, le procureur requiert 18 ans de prison. Au terme du procès, elle est finalement condamnée à 9 ans de réclusion criminelle, le 2 juillet 2015.
Le 29 juin 2018, la cour d'appel de Douai ordonne la libération conditionnelle de Dominique Cottrez.

## Documentaires télévisés
- « La mort de huit nourrissons » (premier reportage) dans « ... dans le Nord-Pas-de-Calais » le 4 et 19 février 2013 dans Crimes sur NRJ 12.

## Émissions radiophoniques
- « L’affaire Dominique Cottrez, l’octuple infanticide » série de 4 épisodes, diffusés du 4 au 25 novembre 2021 dans Home(icides) de Caroline Nogueras sur Bababam.
- « L’affaire Dominique Cottrez : chronique d’une solitude meurtrière » diffusé le 19 mai 2020 dans Affaires Sensibles de Fabrice Drouelle sur France Inter.
- « Mécaniques de la Justice, saison 1 : le procès Cottrez (intégrale) » diffusé le 11 mars 2023 sur France Culture.